# Rockoon (astronautica)

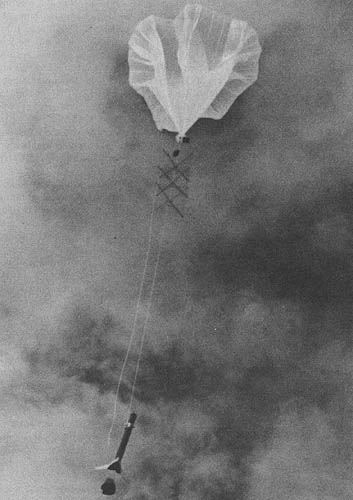
Un rockoon comprendente un razzo Deacon poco dopo il lancio effettuato da una nave.

Il rockoon (parola macedonia ottenuta dalla fusione delle due parole inglesi rocket, "razzo", e balloon, "pallone") è un razzo a propellente solido che, invece che decollare dal suolo, viene prima trasportato in alta atmosfera da un pallone aerostatico, quindi fatto separare dal pallone e infine acceso con un comando via radio. Ciò permette al razzo di raggiungere quote più elevate, poiché questi non deve sprecare energia per attraversare gli strati più bassi e densi dell'atmosfera terrestre.
L'idea originaria del prototipo del rockoon fu sviluppata dai comandanti Lee Lewis e G. Halvorson assieme a S. F. Singer e a James Van Allen il 1º marzo 1949, durante una sessione di lancio di razzi Aerobee svolta nel corso di un viaggio della USS Norton Sound.

## Le prime attività di ricerca atmosferica
All'inizio degli anni 1950 il maggior problema dei rockoon era costituito dal fatto che i palloni con cui i razzi, nella fattispecie razzi-sonda, venivano portati in quota non erano manovrabili e non si poteva quindi essere certi del fatto che, una volta esaurito il carburante, il razzo sarebbe ricaduto all'interno di una determinata area. Così, onde evitare pericoli a cose e persone eventualmente presenti nel luogo di ricaduta, Van Allen convinse la guardia costiera statunitense a lasciargli lanciare i propri rockoon dalla rompighiaccio Eastwind, in rotta verso la Groenlandia, il che gli avrebbe consentito di portare avanti anche le sue ricerche sulle radiazioni atmosferiche alle alte latitudini. Il dispositivo consisteva in un pallone sonda del diametro di 12 m che avrebbe trasportato a un'altezza compresa tra gli 8 e i 27 km un razzo Deacon che, una volta acceso tramite un comando via radio, sarebbe passato attraverso il pallone, squarciandolo e portando il suo carico, avente in questo caso un peso di 18 kg, a una quota compresa tra i 50 e i 100 km.
 Secondo i rapporti di quei primi lanci, effettuati il 29 luglio 1952 nelle acque del Mar Glaciale Artico, il primo pallone raggiunse quasi i 21500 m (70 000 piedi) ma il razzo trasportato in quota, un Deacon, non si accese e lo stesso accadde per il secondo tentativo. Van Allen intuì che la mancata accensione potesse essere dovuta alla bassa temperatura presente ad alta quota, che avrebbe bloccato il meccanismo dedicato appunto all'accensione del razzo, e decise quindi di riscaldare alcuni barattoli di succo d'arancia, disporli all'interno della gondola del terzo Deacon e rivestire il tutto con del nastro isolante. La trovata del fisico statunitense funzionò e il terzo razzo si accese come previsto.
Van Allen aveva stimato che il costo per lanciare un razzo-sonda dal suolo era pari a quello necessario a far partire 10 razzi in modalità rockoon, così, negli anni a venire, diversi tipi di razzo furono lanciati utilizzano la configurazione rockoon, e ai Deacon si aggiunsero, tra gli altri, i Loki I, gli Hawk (ossia i Loki II) e razzi multistadio sperimentali costruiti per un singolo progetto, come accaduto nel caso del progetto Farside.

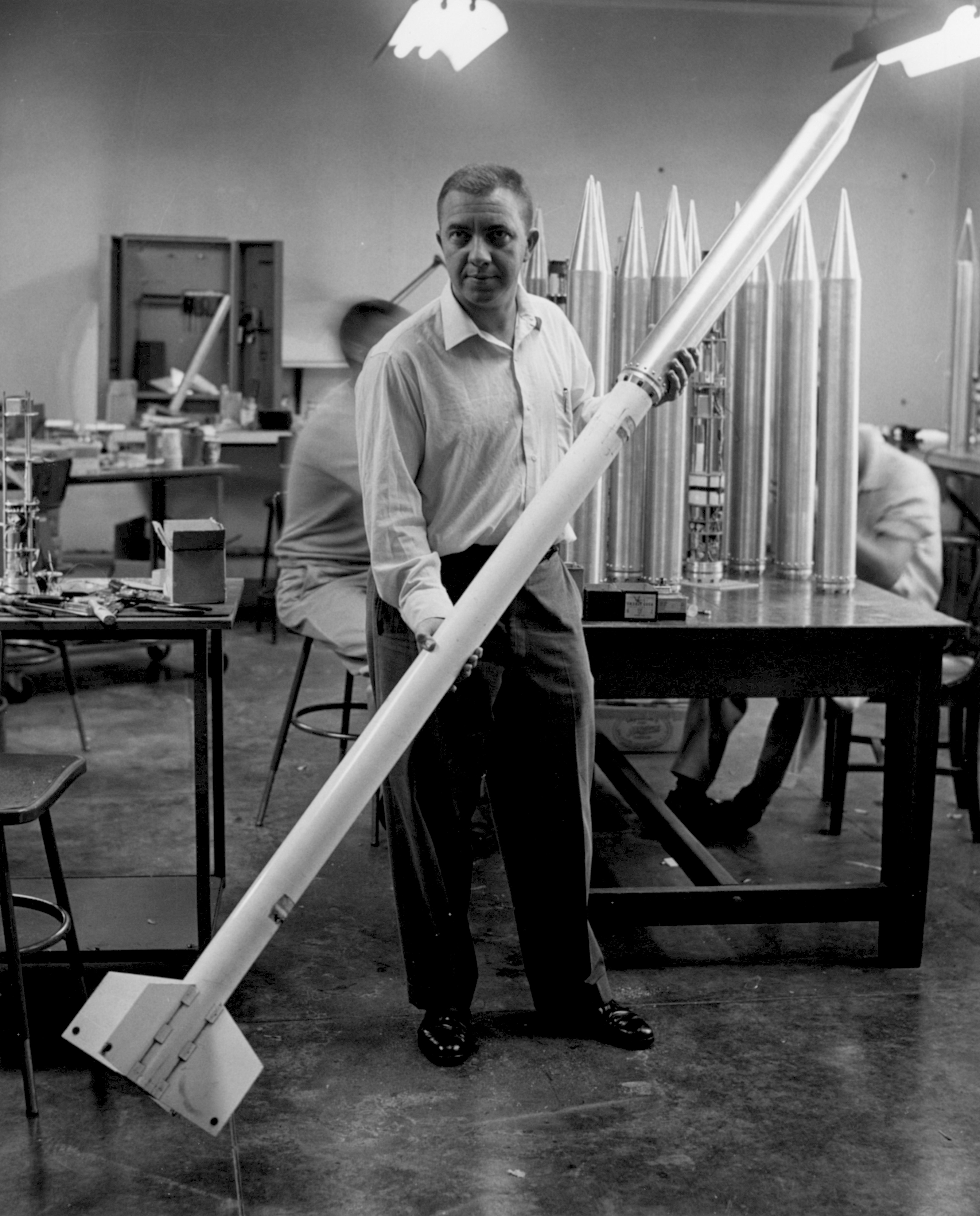
James Van Allen mentre imbraccia un razzo Loki.

Nel 1955, ad esempio, l'Ufficio per le ricerche navali decise di utilizzare, per alcune delle sue ricerche atmosferiche, alcuni razzi Loki I, razzi originariamente previsti per un uso antiaereo ma poi ampiamente utilizzati come razzi-sonda, lanciati in configurazione rockoon, facendoli arrivare ad alta quota grazie a un pallone sonda riempito di elio e poi innescandoli, e in particolare il primo di questi lanci avvenne il 1º luglio 1955 da una nave al largo delle coste groenlandesi.
Per citare un altro esempio, durante il periodo luglio-ottobre 1955, diversi razzi Loki I e Deacon sviluppati dal JPL e recanti strumenti per lo studio atmosferico dei raggi cosmici furono utilizzati come rockoon, con lanci avvenuti da navi al largo della costa groenlandese e organizzati dall'Università dell'Iowa con la sponsorizzazione dell'Ufficio per le ricerche navali. Ancora, nel settembre 1957, come parte del contributo statunitense alle iniziative dell'Anno geofisico internazionale, ben trentasei rockoon furono lanciati dalla rompighiaccio USS Glacier negli oceani Atlantico, Pacifico e Antartico, come parte di un programma scientifico coordinato dallo stesso Van Allen a da Lawrence J. Cahill, che comprese anche il primo studio mai effettuato con razzi sonda delle zone dell'alta atmosfera in aeree antartiche.
Il lancio di razzi in modalità rockoon venne effettuato fino agli inizi del anni 1960, poiché, quando satelliti artificiali e razzi sonda da alta quota divennero maggiormente disponibili, questo tipo di lanci fu pian piano abbandonato.

## Utilizzo recente
Dopo più di 60 anni, la modalità rockoon è stata ripresa in esame sia da aziende private che da università per far arrivare i propri dispositivi o i satelliti di clienti in un'orbita terrestre bassa. Così, ad esempio, la JP Aerospace ha sviluppato e utilizzato alcuni rockoon, in cui il razzo, inclinato di alcuni gradi, è agganciato a tre grappoli per un totale di dieci palloni, mentre università come quella statale dell'Iowa, quella dell'Alabama a Huntsville e la Purdue hanno iniziato i loro programmi di sviluppo di rockoon. Altri esempi di aziende che stanno pensando di utilizzare la tecnica rockoon per immettere satelliti in orbita bassa sono la britannica B2Space, la statunitense LEO Aerospace, e la spagnola Zero 2 Infinity, che ha sviluppato un razzo di forma toroidale chiamato "Bloostar" che, partendo da un pallone, potrebbe portare in orbita il suo carico.